# 克萊門茨 (加利福尼亞州)
克萊門茨（英語：Clements）是位於美國加利福尼亞州聖華金縣的一個非建制地區。

## 地理
克萊門茨的座標為37°11′27″N 121°05′18″W / 37.19083°N 121.08833°W，而該地最高點為海拔高度42米（即138英尺）。